# نابي آباد (تشيلو)
نابي آباد (بالفارسية: نپی‌آباد) هي منطقة سكنية تقع في إيران في قسم تشيلو الريفي. يقدر عدد سكانها بـ 111 نسمة بحسب إحصاء 2016.